# 王家大湖
王家大湖是一个位于中国湖北省松滋县的湖泊，面积约为6.7平方千米，平均水深约为1.2米，蓄水量约为960万立方米。